# Ptilope turgris
Ptilinopus melanospilus
Espèce
Synonymes
- Ptilinopus melanospila

Statut de conservation UICN

 LC  : Préoccupation mineure
Le Ptilope turgris (Ptilinopus melanospilus) est une espèce d’oiseau appartenant à la famille des Columbidae.

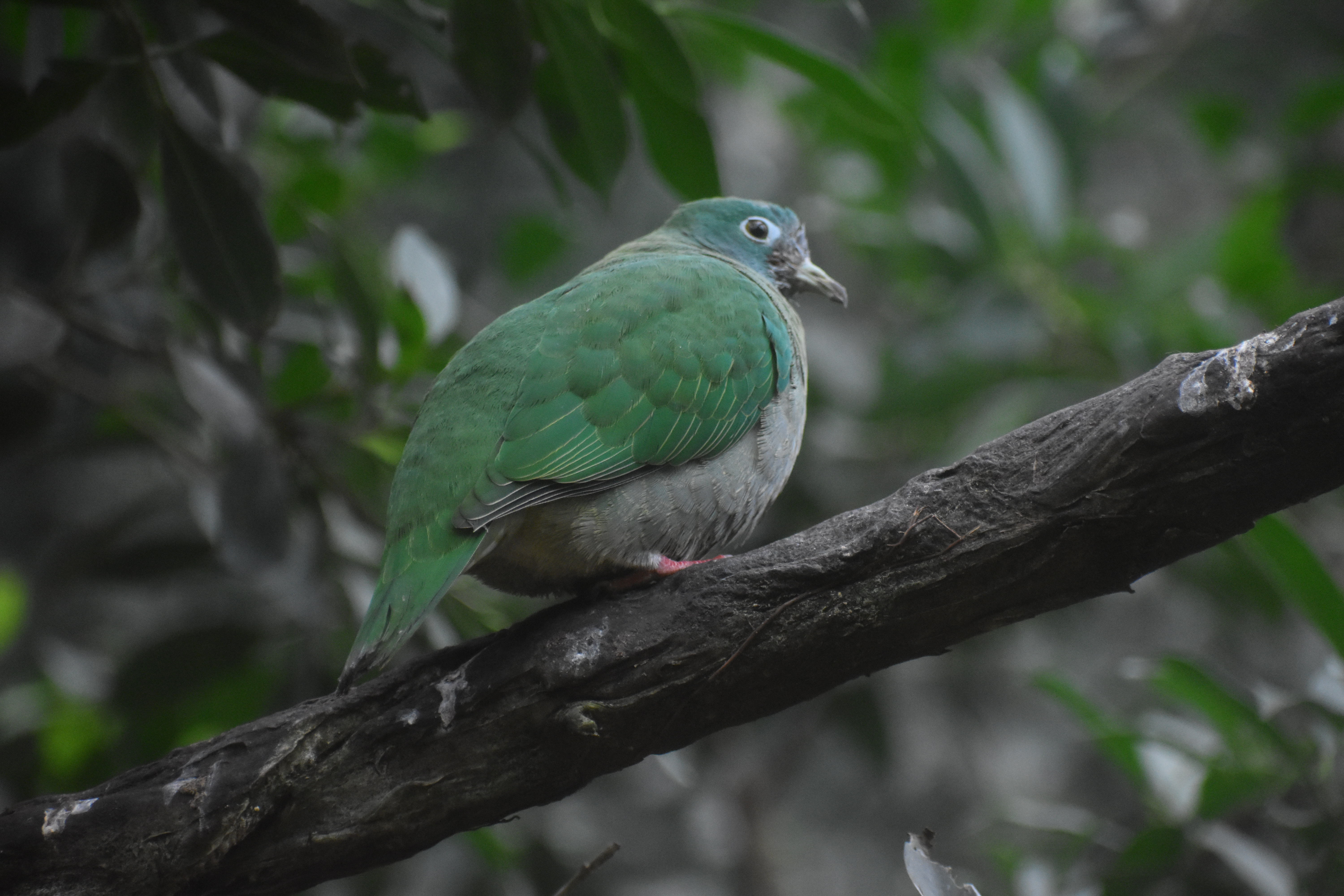
Individu femelle.